# Kreis Strausberg
Der Kreis Strausberg, von 1990 bis 1993 Landkreis Strausberg, war ein deutscher Landkreis. Er gehörte von 1952 bis 1990 zum Bezirk Frankfurt (Oder) der Deutschen Demokratischen Republik (DDR) und anschließend von 1990 bis 1993 zum Land Brandenburg. Sein Gebiet liegt heute im Landkreis Märkisch-Oderland in Brandenburg. Sein Verwaltungssitz war die Stadt Strausberg.

## Geographie

### Nachbarkreise
Der Kreis Strausberg grenzte im Norden an die Kreise Bernau und Bad Freienwalde, im Osten an den Kreis Seelow, im Süden an den Kreis Fürstenwalde und im Westen an Berlin.

## Geschichte
Der Kreis Strausberg entstand am 25. Juli 1952 durch die Neugliederung der Landkreise Seelow (bis 1950 Landkreis Lebus) und Oberbarnim. Die Länder der damaligen DDR wurden aufgelöst, das Gebiet auf 14 Bezirke verteilt. Der Kreis Strausberg wurde dem Bezirk Frankfurt (Oder) zugeordnet. Am 1. Januar 1957 wechselte die Gemeinde  Metzdorf aus dem Kreis Strausberg in den Kreis Bad Freienwalde. 
Mit der Wiedervereinigung 1990 wurde der Kreis Strausberg ein Landkreis nach deutschem Kommunalrecht. Bereits vor der Wiedervereinigung, am 17. Mai 1990, wurde der Kreis auch formal in Landkreis Strausberg umbenannt. Ab dem 3. Oktober 1990 gehörte er zum Land Brandenburg. Das Kfz-Kennzeichen lautete SRB. Am 6. Dezember 1993 ging er im Zuge der brandenburgischen Kreisreform im Landkreis Märkisch-Oderland auf. Sitz der Kreisverwaltung war die Stadt Strausberg.

## Politik

### Landrat
- 1990 bis 1993: Gunter Fritsch (SPD)

## Kreisangehörige Gemeinden und Städte
Aufgeführt sind alle Orte, die am 25. Juli 1952 bei Einrichtung des Kreises Strausberg eigenständige Gemeinden waren. Eingerückt sind Gemeinden, die bis zum 5. Dezember 1993 ihre Eigenständigkeit verloren und in größere Nachbargemeinden eingegliedert wurden oder sich mit einer anderen Gemeinde zusammengeschlossen hatten.
- Strausberg, Kreisstadt
- Altlandsberg (auch Ortsteil der Stadt Altlandsberg)
- Batzlow (Ortsteil der Gemeinde Märkische Höhe)
- Bollersdorf (am 17. September 1961 wurde Pritzhagen eingemeindet[4]) (heute Ortsteil der Gemeinde Oberbarnim)
- Bruchmühle (Ortsteil der Stadt Altlandsberg)
- Buchholz (Ortsteil der Stadt Altlandsberg)
- Buckow (Märkische Schweiz) (am 1. April 1959 wurde Hasenholz eingemeindet) (Stadt Buckow ist auch Gemeindeteil von Buckow (Märkische Schweiz))
- Dahlwitz-Hoppegarten (heute Ortsteil von Hoppegarten)
- Eggersdorf (heute ein Ortsteil von Petershagen/Eggersdorf)
- Eggersdorf (heute Ortsteil der Stadt Müncheberg)
- Fredersdorf (heute Ortsteile Fredersdorf-Nord und Fredersdorf-Süd der Gem. Fredersdorf-Vogelsdorf)
- Garzau (heute Ortsteil von Garzau-Garzin)
- Garzin (heute Ortsteil von Garzau-Garzin)
- Gielsdorf (Ortsteil der Stadt Altlandsberg)
- Grunow (heute Ortsteil der Gemeinde Oberbarnim)
  - Hasenholz (wurde am 1. April 1959 nach Buckow (Märkische Schweiz) eingemeindet[4]) (heute Gemeindeteil von Buckow (Märkische Schweiz))
- Hennickendorf (heute Ortsteil von Rüdersdorf bei Berlin)
  - Hermersdorf (schloss sich am 22. März 1970 mit Obersdorf zu Hermersdorf/Obersdorf zusammen[4]) (heute Ortsteil der Stadt Müncheberg)
- Hermersdorf-Obersdorf (heute sind Hermersdorf und Obersdorf Ortsteile der Stadt Müncheberg)
- Herzfelde (heute Ortsteil von Rüdersdorf)
- Hönow (heute Ortsteil von Hoppegarten)
- Hohenstein (heute ein Ortsteil der Stadt Strausberg)
- Hoppegarten (heute Ortsteil der Stadt Müncheberg)
- Ihlow (heute Ortsteil der Gemeinde Oberbarnim)
- Klosterdorf (heute Ortsteil der Gemeinde Oberbarnim)
- Lichtenow (heute Ortsteil von Rüdersdorf)
  - Metzdorf (am 1. Januar 1957 in den Kreis Bad Freienwalde umgegliedert)
- Müncheberg (Kernstadt ist auch Ortsteil der Stadt Müncheberg)
- Münchehofe (heute Ortsteil von Hoppegarten)
  - Münchehofe (wurde am 1. Januar 1957 in Obersdorf eingemeindet[4])
- Neuenhagen bei Berlin
  - Obersdorf (am 1. Januar 1957 wurde Münchehofe eingemeindet, schloss sich am 22. März 1970 mit Hermersdorf zu Hermersdorf/Obersdorf zusammen[4]) (heute Ortsteil der Stadt Müncheberg)
- Petershagen (heute ein Ortsteil von Petershagen/Eggersdorf)
  - Pritzhagen (wurde am 17. September 1961 nach Bollersdorf eingemeindet[4]) (heute ein Gemeindeteil im Ortsteil Bollersdorf, Gem. Oberbarnim)
- Prötzel (Gemeinde und Ortsteil)
- Rehfelde (auch Ortsteil der (Groß-)Gemeinde Rehfelde)
- Reichenberg (Ortsteil der Gemeinde Märkische Höhe)
- Reichenow (Ortsteil der Gemeinde Reichenow-Möglin)
- Ringenwalde (Ortsteil der Gemeinde Märkische Höhe)
- Vogelsdorf (heute Ortsteil der Gem. Fredersdorf-Vogelsdorf)
- Waldsieversdorf (Gemeinde)
- Wegendorf (Ortsteil der Stadt Altlandsberg)
- Werder (Ortsteil der Gemeinde Rehfelde)
- Wesendahl (Ortsteil der Stadt Altlandsberg)
- Zinndorf (Ortsteil der Gemeinde Rehfelde)

1992 wurden im Kreis Strausberg die Verwaltungsgemeinschaften Amt Altlandsberg, Amt Hoppegarten, Amt Märkische Schweiz und Amt Müncheberg gegründet. Die Ämter Neuhardenberg Rüdersdorf, Wriezen-Land (1994 in Amt Barnim-Oderbruch umbenannt), die in den Nachbarkreisen Seelow, Bad Freienwalde und Fürstenwalde angesiedelt waren, griffen randlich auf das Kreisgebiet über.

## Kfz-Kennzeichen
Den Kraftfahrzeugen (mit Ausnahme der Motorräder) und Anhängern wurden von etwa 1974 bis Ende 1990 dreibuchstabige Unterscheidungszeichen, die mit den Buchstabenpaaren ER, ES und ET begannen, zugewiesen. Die letzte für Motorräder genutzte Kennzeichenserie war ES 10-46 bis ES 29-55.
Anfang 1991 erhielt der Landkreis das Unterscheidungszeichen SRB. Es wurde bis Ende 1993 ausgegeben. Seit dem 18. März 2013 ist es im Landkreis Märkisch-Oderland erhältlich.

## Belege